# トモ
トモ（1981年10月16日 - ）は、マジシャン・ファッションモデル（読者モデル）。京都府京都市出身。身長162cm、体重50kg。

## 来歴
- 中学校在校中の1994年に『プチセブン』の読者モデルコンテストで入賞しモデルデビュー。学研『ピチレモン』でも読者モデルとして活躍。
- 高校から大学までを通じて『egg』などで読者モデルとして活躍。
- 2003年8月より、小学校からの友人である小泉エリと、アイドルマジシャン「小泉エリ＆トモ」（小泉の姓はエリのみに付く）としての活動を開始。
- 2006年3月末、「小泉エリ＆トモ」解散。現在は、ミュージカル女優を目指し勉強中。

| スタブアイコン | サブスタブ | この項目は、まだ閲覧者の調べものの参照としては役立たない、ファッションに関連した人物の書きかけの項目です。この項目を加筆・訂正などしてくださる協力者を求めています（P:ファッション）。 |